# Заслужений архітектор України
Заслу́жений архіте́ктор Украї́ни  — державна нагорода України — почесне звання України. Встановлено 10 жовтня 1969 року під назвою «Заслужений архітектор Української РСР». Нині має назву «Заслужений архітектор України» і надається Президентом України відповідно до Закону України «Про державні нагороди України». Згідно з Положенням про почесні звання України від 29 червня 2001 року, це звання надається:
|  | архітекторам і реставраторам пам'яток архітектури за особливі заслуги в розвитку вітчизняної архітектури, значні творчі успіхи в галузі містобудування, реставрації і відтворенні пам'яток історії та культури, спорудженні об'єктів і комплексів промислового, військового, цивільного та сільськогосподарського призначення |

Особи, яких представляють до присвоєння почесного звання «Заслужений архітектор України», повинні мати вищу освіту на рівні спеціаліста або магістра.